# Autovía del Este
A A-3 Via rápida do Este (Autovía del Este) (antiga Via rápida de Valencia) é a união natural entre Madrid e a costa mediterrânea da Comunidade Valenciana.

## Nomenclatura
A via rápida A-3 é o resultado do desdobramento da estrada N-III, que forma parte das estradas radiais que partem de Madrid. A sua nomenclatura vêm, simplesmente por ser a convesão da estrada radial em via rápida, formada pela letra A referindo-se que é uma via rápida pertencente ao Ministerio do Fomento e o 3 que é o número que segue a ordem de vias rápidas radiais, sendo que a A-1 (via rápida) Via rápida do Norte, A-2 (via rápida) do Nordeste, A-4 (via rápida) do Sul, A-5 (via rápida) do Sudoeste e A-6 (via rápida) a do Noroeste.
A nomenclatura da Rede de Estradas Europeias é chamada E-901, que comunica Madrid com Valencia.

## Historia
A A-3 é a antiga estrada N-III que terá sido desdobrada. No princípio de 90, estaca aberto o troço entre Madrid e Honrubia, e desde Honrubia até Utiel que se inaugurou em 1998.
No ano de 2004 se inaugurou a R-3 Radial Portajada desde Madrid até Arganda del Rey, principalmente para descongestionar o tráfego que entra e sai de Madrid.

## Traçado actual
Começa na cidade de Madrid em direcção a Este, ligando com as diferentes cinturas desta capital M-30,M-40, M-45 e M-50, pasando pelos arredores de Rivas Vaciamadrid, Arganda del Rey. De este modo que entra na Província de Cuenca pasando por Tarancón e Honrubia. Assim chega ao lanço com a Via rápida de Alicante a A-31 que se dirige para Albacete, Alicante e Murcia. 
A A-3 continua em direcção a este e passa por Motilla del Palancar, de modo que entra na Província de Valência e passa por Utiel, Requena, Buñol, Chiva, Cheste e liga com os arredores de Valencia com a Via rápida do Mediterrâneo A-7. Continua passando por Aldaya, Manises, Quart de Poblet e Chirivella e assim colocam um fim do seu percurso na cidade de Valencia.

### Localidades que cruzam com a via rápida
- Vallecas
- Vicálvaro
- Rivas-Vaciamadrid
- Arganda del Rey
- Perales de Tajuña
- Villarejo de Salvanés
- Tarancón
- Villarrubio
- Saelices
- Montalbo
- Villares del Saz
- Cervera del Llano
- La Hinojosa
- La Almarcha
- Castillo de Garcimuñoz
- Honrubia
- Cañada Juncosa
- Atalaya del Cañavate
- Tébar
- Motilla del Palancar
- Castillejo de Iniesta
- Graja de Iniesta
- Minglanilla
- Villargordo del Cabriel
- Caudete de las Fuentes
- Utiel
- San Antonio e San Juan
- Requena
- Siete Aguas
- Buñol
- Chiva
- Cheste
- Loriguilla
- Quart de Poblet
- Xirivella
- Mislata